# 요제프 강글
요제프 "제프" 강글(독일어: Josef "Sepp" Gangl, 1910년 9월 12일 ~ 1945년 5월 5일)은 독일의 군인이다. 이터성 전투에서 연합군과 함께 나치 친위대와 싸우다 전사한 독일인으로 유명하다.